# 말라이카 퍼스
말라이카 퍼스(Malaika Firth, 1994년 3월 23일 ~ )는 케냐 출신의 영국 모델이다.